# Погоня (фильм, 1966)
«Погоня» (англ. The Chase) — драматический кинофильм Артура Пенна, премьера которого состоялась в 1966 году. Экранизация одноимённой пьесы Хортона Фута. В ролях — ведущие голливудские звезды того времени.

## Сюжет
Сбежавшие из заключения двое осуждённых хитростью останавливают автомобиль с целью завладеть им, но один из преступников убивает водителя и уезжает, оставляя партнёра на дороге. Баббер Ривз понимает, что теперь и на нём повисло обвинение в убийстве, и решает скрыться в Мексике. По ошибке он забирается не в тот товарный поезд и движется прямо в противоположном направлении — в родной провинциальный городишко на юге США, где все его помнят как заядлого хулигана и вора.
Город накануне уик-энда живёт своей жизнью. Местный богач Вэл Роджерс готовится пышно праздновать свой день рождения. Средний класс собирается на вечеринку попроще. Шериф города Колдер, цельный и независимый человек, мечтающий покончить с полицейской службой и стать фермером, — получает сообщение о возможном прибытии беглеца в город. Шериф — чужак в городе, большинство жителей относятся к нему настороженно, тем более, что его считают протеже Вэла Роджерса. Подчинённый Роджерса Эдвин Стюарт боится мести Баббера за давние обиды, а его жена Эмили открыто заигрывает с его коллегой Дэймоном.
Шериф не верит в то, что Баббер опасен, и надеется, что тот сдастся добровольно и заслужит снисхождение суда. В этом он полагается на помощь Анны, бывшей жены Баббера, которая находится в любовной связи с сыном Вэла Роджерса Джейком. Баббер встречается с женой и Джейком на автомобильной свалке. Всё, чего хочет Баббер — получить машину и немного денег, чтобы скрыться. Но проблема в том, что и горожане узнают о побеге и об отягчающем его убийстве и в порядке развлечения начинают охоту на Баббера. Ни страх перед законом, ни авторитет шерифа, ни здравый смысл их уже не останавливают. Пьяные «народные мстители», во главе с Дэймоном, жестоко избивают Колдера. На стороне шерифа остаются только его жена Руби и помощник Слим.
Опьяненная азартом погони толпа окружает свалку и поджигает её. Пожар приводит к тому, что происходит взрыв бензина. В огне оказываются Анна и Джейк, на которого падает опрокинутый взрывом автомобиль. Шериф помогает спасти Джейка, едва успевает отбить Баббера у преследователей и кое-как восстановить порядок. Но когда он ведёт арестованного от полицейской машины к участку, Баббера убивает из револьвера один из «народных мстителей» — Арчи. Колдер дает волю ярости и в кровь разбивает Арчи лицо.
Наутро Колдер грузит вещи в машину и уезжает из города. Анна, убитая горем, сидит в пустом больничном сквере. К ней подходит отец Джейка со словами: «Мой сын скончался в пять часов утра».

## В ролях
- Марлон Брандо — шериф Колдер
- Джейн Фонда — Анна Ривз
- Роберт Редфорд — Чарли «Баббер» Ривз
- Джеймс Фокс — Джейк Роджерс
- Э. Г. Маршалл — Вэл Роджерс, отец Джейка
- Мириам Хопкинс — миссис Ривз, мать Баббера
- Энджи Дикинсон — Руби Колдер
- Нидия Уэстман — миссис Хендерсон
- Дженис Рул — Эмили Стюарт
- Марта Хайер — Мери Фуллер
- Ричард Бредфорд — Дэймон Фуллер
- Роберт Дюваль — Эдвин Стюарт
- Дайана Хайленд — Элизабет Роджерс
- Генри Халл — Бриггс
- Джослин Брандо (сестра Марлона) — миссис Бриггс
- Кетрин Уолш — Верна Ди
- Лори Мартин — красотка
- Марк Ситон — Пол
- Пол Уильямс — Сеймур
- Клифтон Джеймс — Лем Брустер
- Малкольм Аттенбери — мистер Ривз, отец Баббера
- Джоэл Флуллен — Лестер Джонсон
- Стив Игнат — Арчи
- Стив Уайтекер — Слим, помощник шерифа
- Билли Блэтчер — мистер Винсент (в титрах не указан)

## Прокат
В США фильм вышел в прокат 18 февраля 1966 года, в Норвегии — 1 сентября 1966 года, в Аргентине — 26 ноября 1966 года, в СССР — 27 сентября 1971 года, в Венгрии — 3 марта 1983 года.